# Picot de Puerto Rico
El Picot de Puerto Rico (Melanerpes portoricensis) és una espècie d'ocell de la família dels pícids (Picidae) que habita els boscos de Puerto Rico i la propera illa de Vieques, a les Antilles.
Espècie endèmica i sedentària de l'arxipèlag de Puerto Rico, té plomatge gairebé monomorf de color negre a l'esquena i ales; i vermell i blanc brillant al ventre. Viu principalment a les zones de la selva tropical de l'illa, però també s'adapta, sota la pressió de la urbanització, als entorns forestals més oberts. Un ocell gregari i poc territorial que viu a les colònies, nidifica en forats que excava gràcies al seu potent bec recte al tronc d'arbres morts (principalment palmeres de coco). Els picots porto-riquenys són principalment insectívors, tot i que també s'alimenten de petits vertebrats (sargantanes, granotes i geckos) i consumeixen fruites de temporada.